# Alan Judge
Alan Christopher Judge (ur. 11 listopada 1988 w Dublinie) – irlandzki piłkarz występujący na pozycji pomocnika w Brentford.

## Kariera klubowa
Judge karierę piłkarską rozpoczął w Blackburn Rovers, gdzie od 2006 roku grał w zespołach juniorskich. W 2008 roku włączono go do pierwszej drużyny. Zadebiutował w niej 27 sierpnia w spotkaniu Pucharu Ligi z Grimsby Town. 29 stycznia 2009 roku został wypożyczony do Plymouth Argyle. W zespole tym po raz pierwszy wystąpił 31 stycznia w ligowym meczu z Ipswich Town (0:0). 21 marca w przegranym 1:2 meczu z Burnley zdobył pierwszą bramkę w zawodowej karierze. Do końca sezonu 2008/2009 w zespole Plymouth zagrał 17 razy.
Z początkiem nowego sezonu, 4 sierpnia 2009 roku Judge został ponownie wysłany do Plymouth. W sezonie 2009/2010 rozegrał 37 ligowych meczów i zdobył cztery gole w lidze. Następnie powrócił do Blackburn. W styczniu 2011 roku po półrocznym wypożyczeniu do Notts County podpisał dwuletni kontrakt z drużyną z Nottingham.

## Kariera reprezentacyjna
W latach 2006–2007 Judge zagrał 10-krotnie w reprezentacji Irlandii U-19. W kadrze do lat 21 zagrał również 10 razy i strzelił dwa gole.